# Graphidastra laii
Graphidastra laii är en svampart som beskrevs av Aptroot & Sparrius. Graphidastra laii ingår i släktet Graphidastra och familjen Roccellaceae.   Inga underarter finns listade i Catalogue of Life.